# فيرجن غالاكتيك يونتي 22
فيرجين غالاكتيك يونتي 22 (Virgin Galactic Unity 22) هي رحلة فضاء دون مدارية للطائرة سبيس شيب تو مع الطائرة الصاروحية من فئة «في إس إس يونتي» (VSS Unity) مع موعد اطلاق مخطط له ليكون في 11 يوليو 2021. وسيتألف الطاقم من الطيارين ديفيد ماكاي و ميتشايل ماسوتشي، إضافة إلى الركاب، سيريشا باندلا، كولن بينيت، بيت موسى، والسير ريتشارد برانسون. الرحلة ستكون قبل 9 أيام من رحلة (NS-16) والتي ستحمل جيف بيزوس إلى الفضاء تحت المداري.

## الطاقم
| الرتبة     | رائد فضاء                       | رائد فضاء                       |
| ---------- | ------------------------------- | ------------------------------- |
| طيار       | ديفيد ماكاي ثالث رحلة فضائية    | ديفيد ماكاي ثالث رحلة فضائية    |
| مساعد طيار | مايكل ماسوتشي ثاني رحلة فضائية  | مايكل ماسوتشي ثاني رحلة فضائية  |
| راكب       | سيريشا باندلا أول رحلة فضائية   | سيريشا باندلا أول رحلة فضائية   |
| راكب       | كولن بينيت أول رحلة فضائية      | كولن بينيت أول رحلة فضائية      |
| راكب       | بيث موسى ثاني spaceflight       | بيث موسى ثاني spaceflight       |
| راكب       | ريتشارد برانسون أول spaceflight | ريتشارد برانسون أول spaceflight |